# Jack Sonni
Jack Sonni (Indiana, Pensilvania, 9 de diciembre de 1954-30 de agosto de 2023) fue un guitarrista estadounidense, miembro de la banda Dire Straits.

## Biografía
Jack Sonni conoció a los hermanos David y Mark Knopfler a finales de los años 70 tras un concierto de la banda Dire Straits. Jack trabajaba en el almacén de guitarras de Pensa en la calle 48 de Nueva York. Jack fue invitado y visitó a los hermanos Knopfler en Londres. Tras la partida de David de la banda, Hal Lindes le sustituyó en la guitarra rítmica. Sin embargo, súbitamente, Hal dejó la banda para dedicarse a la composición de bandas sonoras. Mark Knopfler se encontró en un dilema al encontrarse muy cercano el comienzo de la grabación del álbum Brothers In Arms. Entonces, Mark decidió ofrecerle el puesto a Jack que aceptó rápidamente. Jack Sonni es recordado en escena por su aspecto llamativo: en traje blanco, descalzo y con un pañuelo en la cabeza. Tras su colaboración con la banda, trabajó con algún otro músico; sin embargo, finalmente, Jack volvió a su vida corriente.

## Discografía
- Brothers In Arms (1985)
- Money for Nothing [RECOPILATORIO] (1988)
- Sultans of Swing: The Very Best of Dire Straits [RECOPILATORIO] (1998)
- Private Investigations: The Best of Dire Straits & Mark Knopfler [RECOPILATORIO] (2005)